# Аль-Хуссейни, Амин Юнус
Амин Юнус аль-Хуссейни (араб. أمين يونس الحسيني‎; 17 декабря 1929, Иерусалим, Британский мандат в Палестине — 19 сентября 2016) — иорданский государственный деятель, и.о. министра иностранных дел Иордании (1963 и 1964).

## Биография
Окончил Американский университет Бейрута, затем продолжил обучение в Сент-Луисе, штат Миссури, получил степень бакалавра экономических наук, а затем — степень магистра в области управления.
С 1951 по 1953 г. являлся консультантом по вопросам кооперации в Судане. В 1963 г. был избран членом парламента Иордании от Иерусалима.
С 1963 по 1965 занимал пост министра социального обеспечения Иордании, одновременно в 1963 и 1964 г. непродолжительное время исполнял обязанности министра иностранных дел.
С 1967 по 1970 г. — министр транспорта.
Хуссейни служил в кабинетах Хусейна ибн Насера, Бахджата Талхуни и Абдельмунима аль-Рифаи.

## Награды и звания
Был награжден орденом Звезды Иордании. 